# Sportbootzertifikat
Das Sportbootzertifikat ist ein verbandsinterner Bootsführerschein des Deutschen Motoryachtverbands (DMYV) und des Verbands Deutscher Sportbootschulen (VDS) ohne irgendeine amtliche (rechtliche) Bedeutung.

## Hintergrund
Bis zum Jahr 2012 durften in Deutschland Sportboote mit einer Motorleistung von bis zu 5 PS führerscheinfrei auf Binnen- und Seeschifffahrtsstraßen gefahren werden. 2012 wurde diese Grenze auf 15 PS heraufgesetzt. Der DMYV und der VDS führten mit dieser Änderung das Sportbootzertifikat ein, das die Teilnahme an einer Ausbildung über das Führen führerscheinfreier Sportboote ohne Prüfung bestätigt. Das Sportbootzertifikat weist somit lediglich die Teilnahme an einer verbandsinternen Ausbildung nach und ist für die Führung eines vorgenannten Sportbootes rechtlich nicht erforderlich. Da auch keine Prüfung stattfindet, ist das Zertifikat nicht zum Nachweis eines Wissensstandes geeignet.

## Ausbildung
Die Ausbildung zum Sportbootzertifikat erfolgt nach den Richtlinien des DMYV und des VDS. Nur VDS-lizenzierte Ausbilder dürfen für das Sportbootzertifikat ausbilden.
Die Ausbildung gliedert sich in zwei Teile.
Theoretische Ausbildung: 
- Verkehrsvorschriften
- Wetterkunde
- Umweltschutz

Praktische Ausbildung:
- Seemannschaft (Tauwerk/Knoten, Antriebs- und Bootstechnik)
- Manövrieren

Eine Prüfung findet nicht statt.

## Vorteile des Sportbootzertifikates für Sportbootschulen
Die Einführung des Sportbootzertifikates bringt den Sportbootschulen einige Vorteile. Anders als beim Sportbootführerschein muss sich der Prüfling nicht Wochen vorher verbindlich zu einer Prüfung bei einem offiziellen Prüfungsausschuss anmelden. Daher können Interessenten des Sportbootzertifikats relativ spontan einen Kurs besuchen. Dies bringt vor allen Dingen Sportbootschulen in Urlaubsorten wirtschaftliche Vorteile.